# Mario Vojković
Mario Vojković (Klagenfurt, Austria, 11 de enero de 1995) es un futbolista austriaco. Juega de mediocampista y su equipo actual es el Hajduk Split de la Prva HNL.

## Clubes
| Club         | País    | Año           | PJ | Goles |
| ------------ | ------- | ------------- | -- | ----- |
| NK Dugopolje | Croacia | 2014-2016     | 29 | 0     |
| NK Imotski   | Croacia | 2016          | 13 | 0     |
| Hajduk Split | Croacia | 2017-presente |    |       |